# Hans Abraham (Badminton)
Hans Abraham (* 10. September 1938 in Berlin) ist ein ehemaliger deutscher Badmintonspieler.
Abraham ist einer der Pioniere des Federball-Verbandes der DDR. Seinen ersten DDR-Titel gewann er gleich bei den ersten Titelkämpfen der DDR 1961 im Mixed mit Rita Gerschner. Im Jahr zuvor wurde sein Team Emport Brandenburger Tor Berlin (EBT Berlin) Vizemeister. In den Folgejahren gelang es ihm und seinen Teamkollegen jedoch nicht mehr, an der starken Tröbitzer Konkurrenz vorbeizuziehen, so dass sowohl für die Mannschaft als auch in den Einzeldisziplinen der Gewinn von Silber- und Bronzemedaillen auf der Tagesordnung standen. Sein Sohn Kai Abraham wurde ebenfalls ein erfolgreicher Badmintonspieler.
Hans Abraham lebt in Berlin.

## Sportliche Erfolge
| Veranstaltung                   | Saison    | Disziplin    | Platz | Name |
| ------------------------------- | --------- | ------------ | ----- | --- |
| DDR-Mannschaftsmeisterschaft    | 1959/1960 | Mannschaft   | 2     | EBT Berlin (Hans Abraham, Klaus Adam, Horst Winkler, Günter Görges, Horst Raband, Karin Füller, Monika Mielke)                                                                     |
| DDR-Meisterschaft               | 1960/1961 | Mixed        | 1     | Hans Abraham / Rita Gerschner (EBT Berlin / Traktor Hilbersdorf) |
| DDR-Meisterschaft               | 1960/1961 | Herreneinzel | 2     | Hans Abraham (EBT Berlin) |
| DDR-Meisterschaft               | 1960/1961 | Herrendoppel | 2     | Hans Abraham / Klaus Adam (EBT Berlin) |
| DDR-Meisterschaft               | 1961/1962 | Herrendoppel | 2     | Hans Abraham / Klaus Adam (EBT Berlin) |
| DDR-Seniorenmeisterschaft AKII  | 1980/1981 | Herrendoppel | 2     | Hans Abraham / Klaus Adam (EBT Berlin) |
| DDR-Mannschaftsmeisterschaft    | 1960/1961 | Mannschaft   | 3     | EBT Berlin (Hans Abraham, Klaus Adam, Günter Görges, Horst Winkler, Sigrid Jaschke, Karin Füller)                                                                                  |
| DDR-Mannschaftsmeisterschaft    | 1961/1962 | Mannschaft   | 3     | EBT Berlin (Hans Abraham, Klaus Adam, Kurt Willumeit, Horst Winkler, Günter Görges, Sigrid Jaschke, Doris Domagalla, Karin Füller)                                                 |
| DDR-Meisterschaft               | 1962/1963 | Herrendoppel | 3     | Hans Abraham / Klaus Adam (EBT Berlin) |
| DDR-Mannschaftsmeisterschaft    | 1962/1963 | Mannschaft   | 3     | EBT Berlin (Hans Abraham, Klaus Adam, Horst Winkler, Günter Görges, Gerd Riedel, Kurt Willumeit, Sigrid Jaschke, Karin Füller, Christel Hintze, Bärbel Jeltsch)                    |
| Silberner Federball             | 1963      | Herreneinzel | 2     | Hans Abraham (EBT Berlin) |
| DDR-Meisterschaft               | 1963/1964 | Herrendoppel | 3     | Hans Abraham / Udo Berger (EBT Berlin) |
| DDR-Mannschaftsmeisterschaft    | 1965/1966 | Mannschaft   | 3     | EBT Berlin (Lothar Diehr, Klaus Adam, Werner Wienecke, Hans Abraham, Günter Görges, Kurt Willumeit, Gerd Migdal, Heide Puchert, Christel Heinicke, Hannelore Kühne, Wilke)         |
| DDR-Mannschaftsmeisterschaft    | 1966/1967 | Mannschaft   | 3     | EBT Berlin (Lothar Diehr, Gerd Migdal, Hans Abraham, Klaus Adam, Werner Wienecke, Günter Görges, Kurt Willumeit, Heide Puchert, Hannelore Kühne, Christel Heinicke, Renate Migdal) |
| DDR-Meisterschaft               | 1970/1971 | Herrendoppel | 3     | Wolfgang Bartz / Hans Abraham (EBT Berlin) |
| DDR-Seniorenmeisterschaft AKI   | 1974/1975 | Herrendoppel | 1     | Klaus Adam / Hans Abraham (Empor Brandenburger Tor Berlin) |
| DDR-Seniorenmeisterschaft AKI   | 1974/1975 | Herreneinzel | 3     | Hans Abraham (EBT Berlin) |
| DDR-Seniorenmeisterschaft AKII  | 1980/1981 | Herreneinzel | 3     | Hans Abraham (EBT Berlin) |
| DDR-Seniorenmeisterschaft AKIII | 1988/1989 | Herrendoppel | 3     | Hans Abraham / Klaus Adam (EBT Berlin) |
| DDR-Seniorenmeisterschaft AKIII | 1989/1990 | Herrendoppel | 3     | Manfred Willer / Hans Abraham (Elektronik Teltow / EBT Berlin) |